# Puccinia asarina
Puccinia asarina är en svampart som beskrevs av Kunze 1817. Puccinia asarina ingår i släktet Puccinia och familjen Pucciniaceae.   Inga underarter finns listade i Catalogue of Life.